# Кнут Крон
Кнут Крон (швед. Knut William Kroon; Хелсингборг, 19. јун 1906 — 27. фебруар 1975) био је шведски фудбалер. Играо је као нападач.

## Каријера
Крон је рођен у Хелсингборгу, а каријеру је започео у Статену. Године 1925. прешао је у оближњи клуб Хелсингборг где је одиграо 269 наступа и постигао 141 погодак. Крон је освојио титулу у шведској првој лиги пет пута са клубом, а фудбал је престао да игра 1942.
У репрезентацији је одиграо 35 наступа (1925–1934) и био је члан тима на Светском првенству 1934. Постигао је победнички гол (3 : 2) у првом колу против Аргентине . Неки извори га сматрају првим стрелцем у историји прелиминарног такмичења за Светско првенство, када је Шведска 11. јуна 1933. у Стокхолму постигла гол против Естоније у 7. минуту утакмице. Неки други извори сматрају да је овај гол постигао естонски голман Евалд Типнер, па је тако био аутогол.
Такође је био део репрезентације Шведске на Летњим олимпијским играма 1936. године, али није играо ни на једној утакмици.